# カラジューム属
カラジューム属（カラジュームぞく）とはサトイモ科の属の一つ。カラジウム属とも。学名Caladium。和名ハイモ属。白鷺（しらさぎ）ともいう。
熱帯アメリカ、西インド諸島に約15種が分布する。この属の中には、葉が美しいので観葉植物として栽培されるものがある。球根（正確には塊茎）で繁殖させる。

## 主な種
The Plant Listより
- Caladium andreanum Bogner
- Caladium bicolor(Aiton) Vent. - ニシキイモ（シノニムC. × hortlaum）
単に「カラジウム」といわれる観葉植物のほとんどが本種。品種は多数ある。ハイモともいう。
- Caladium clavatum Hett., Bogner & J.Boos
- Caladium coerulescens G.S.Bunting
- Caladium humboldtii (Raf.) Schott - ヒメハイモ
小型の緑の葉に白い斑が入っている種。
- Caladium lindenii (André) Madison
- Caladium macrotites Schott
- Caladium picturatum K.Koch & C.D.Bouché
- Caladium praetermissum Bogner & Hett.
- Caladium schomburgkii Schott
- Caladium smaragdinum K.Koch & C.D.Bouché
- Caladium steyermarkii G.S.Bunting
- Caladium ternatum Madison
- Caladium tuberosum (S.Moore) Bogner & Mayo

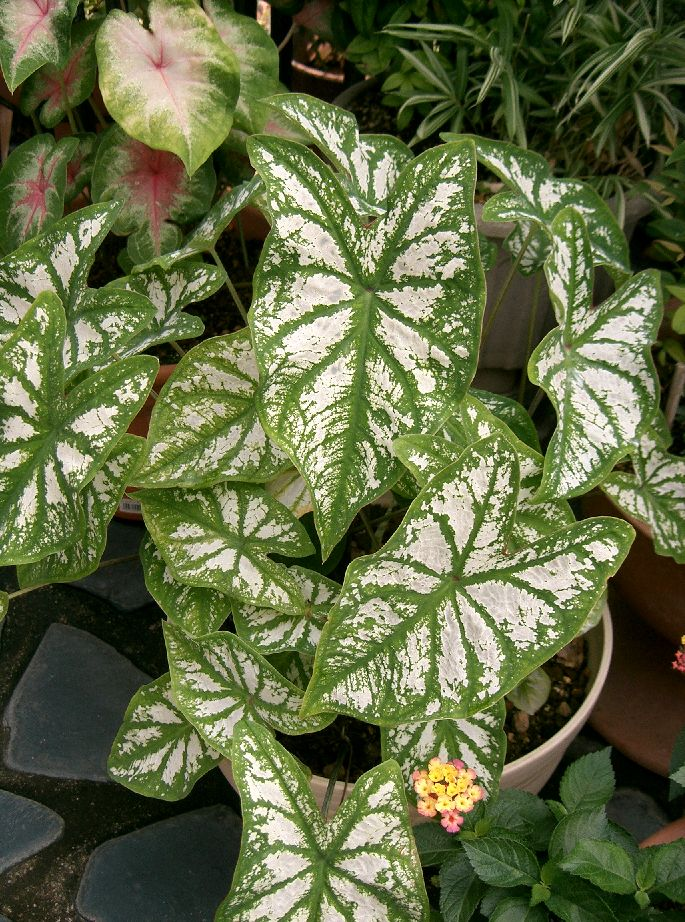
カラジューム属の一種